# Rebelião tuaregue (1962–1964)
A rebelião tuaregue de 1962-1964, às vezes chamada de Primeira Rebelião Tuaregue ou Alfellaga, foi uma revolta de curta duração por populações tuaregues no atual norte do Mali que começaram logo após o país alcançar a independência da França em 1960.  Muitos, da região pouco povoada e etnicamente distinta no norte do Mali (juntamente com alguns no sul da Argélia e norte do Níger), buscavam uma nação árabe tuaregue e berbere independente, a ser formada por regiões do deserto do Saara, imediatamente após o término do colonialismo francês. Os tuaregues e outros grupos minoritários não foram integrados no novo governo do Mali, e, quando o governo passou a promover uma lei de reforma agrária que poderia ameaçar as terras tradicionais das tribos tuaregues, estes protestaram. Isso, combinado com a insatisfação em relação ao novo governo levou alguns tuaregues no norte do Mali a rebelar-se em 1961.
Essa rebelião foi de curta duração já que a resposta militar do novo governo do Mali foi rápida e dura.  Os tuaregues passaram a travar uma guerra de guerrilha, com os seus homens altamente qualificados devido a um grande conhecimento do terreno que permitiam-lhes fazer incursões relâmpagos contra forças do governo.  Não mais do que 1.500 combatentes anti-governo estiveram sempre ativos após um aumento maior em 1963 , mas a resposta das Forças Armadas do Mali, ocupando grande parte da atual região de Kidal, da região de Gao e da região de Tomboctou resultou em uma crise de refugiados, com milhares de pessoas fugindo para a atual Argélia (parte sul das quais ainda estavam sob o controle francês). 
Várias vezes foram cometidos massacres em cidades e aldeias habitadas por tuaregues desarmados o que levou muitos a fugir para países vizinhos. Os rebeldes, por falta de suprimentos, foram forçados a assinar um cessar-fogo em 1964. Os tuaregues não receberam quaisquer concessões e foram forçados a retornar à sua terra devastada.
A ocupação militar, as mortes, as torturas e as prisões de supostos rebeldes deixaram um profundo ressentimento em grande parte da população do norte. Nessa região tem ocorrido sucessivas rebeliões desde então, e continua a ser uma fonte de conflito.